# Магомедов Хаджимурад Сайгідмагомедович
Хаджимурад Сайгідмагомедович Магомедов (рос. Хаджимурад Сайгидмагомедович Магомедов; нар. 24 лютого 1974, Махачкала, Дагестанська АРСР, РРФСР) — російський борець вільного стилю, за походженням аварець, чемпіон та срібний призер чемпіонатів світу, чемпіон та бронзовий призер чемпіонатів Європи, срібний призер Ігор доброї волі, чемпіон Олімпійських ігор. Заслужений майстер спорту Росії з вільної боротьби.

## Життєпис
Боротьбою почав займатися з 1985 року. Вихованець спортшкіл «Динамо» та ім. Г. Гамідова, м. Махачкала.
Виступав за борцівський клуб СКА, Махачкала. Тренер — Шевальє Нусуєв. Дворазовий чемпіон Росії (1996 — до 82 кг, 1999 — до 85 кг). Срібний (1995 — до 82 кг) і бронзовий (2001 — до 85 кг, 2002, 2004 — до 84 кг) призер чемпіонатів Росії.
У збірній команді Росії з 1995 по 2004 рік.
Завершив спортивну кар'єру в 2004 році.
Випускник економічного факультету Дагестанського державного університету.
З 2005 року — старший тренер збірної команди Росії з вільної боротьби. У липні 2017 року призначений в. о. глави Гумбетівського району Республіки Дагестан.

### Державні нагороди
- Орден Дружби (1997).[2]

## Спортивні результати на міжнародних змаганнях

### Виступи на Олімпіадах
| Змагання                    | Збірна | Вагова категорія          | Місце  |
| --------------------------- | ------ | ------------------------- | ------ |
| Літні Олімпійські ігри 1996 | Росія  | вільна боротьба, до 82 кг | Золото |

### Виступи на Чемпіонатах світу
| Змагання                        | Збірна | Вагова категорія          | Місце  |
| ------------------------------- | ------ | ------------------------- | ------ |
| Чемпіонат світу з боротьби 1997 | Росія  | вільна боротьба, до 85 кг | 4      |
| Чемпіонат світу з боротьби 1998 | Росія  | вільна боротьба, до 85 кг | 4      |
| Чемпіонат світу з боротьби 1999 | Росія  | вільна боротьба, до 85 кг | Срібло |
| Чемпіонат світу з боротьби 2001 | Росія  | вільна боротьба, до 85 кг | Золото |

### Виступи на Чемпіонатах Європи
| Змагання                         | Збірна | Вагова категорія          | Місце  |
| -------------------------------- | ------ | ------------------------- | ------ |
| Чемпіонат Європи з боротьби 1996 | Росія  | вільна боротьба, до 82 кг | Бронза |
| Чемпіонат Європи з боротьби 1997 | Росія  | вільна боротьба, до 85 кг | Золото |

### Виступи на Кубках світу
| Змагання                    | Збірна | Вагова категорія          | Місце |
| --------------------------- | ------ | ------------------------- | ----- |
| Кубок світу з боротьби 2001 | Росія  | вільна боротьба, до 85 кг | 4     |
| Кубок світу з боротьби 2003 | Росія  | вільна боротьба, до 74 кг | 6     |

### Виступи на інших змаганнях
| Змагання                                | Збірна | Вагова категорія          | Місце  |
| --------------------------------------- | ------ | ------------------------- | ------ |
| Тестовий турнір FILA 1998               | Росія  | вільна боротьба, до 85 кг | Срібло |
| Ігри доброї волі 1998                   | Росія  | вільна боротьба, до 85 кг | Срібло |
| Всесвітні ігри військовослужбовців 1999 | Росія  | вільна боротьба, до 85 кг | Золото |
| Міжнародний меморіал Дейва Шульца 2001  | Росія  | вільна боротьба, до 85 кг | Золото |